# Mystification sur les migrants mangeurs d'animaux de compagnie à Springfield
 (septembre 2024).
La mise en forme du texte ne suit pas les recommandations de Wikipédia : il faut le « wikifier ».
Les points d'amélioration suivants sont les cas les plus fréquents. Le détail des points à revoir est peut-être précisé sur la page de discussion.
- Les titres sont pré-formatés par le logiciel. Ils ne sont ni en capitales, ni en gras.
- Le texte ne doit pas être écrit en capitales (les noms de famille non plus), ni en gras, ni en italique, ni en « petit »…
- Le gras n'est utilisé que pour surligner le titre de l'article dans l'introduction, une seule fois.
- L'italique est rarement utilisé : mots en langue étrangère, titres d'œuvres, noms de bateaux, etc.
- Les citations ne sont pas en italique mais en corps de texte normal. Elles sont entourées par des guillemets français : « et ».
- Les listes à puces sont à éviter, des paragraphes rédigés étant largement préférés. Les tableaux sont à réserver à la présentation de données structurées (résultats, etc.).
- Les appels de note de bas de page (petits chiffres en exposant, introduits par l'outil «  Source ») sont à placer entre la fin de phrase et le point final[comme ça].
- Les liens internes (vers d'autres articles de Wikipédia) sont à choisir avec parcimonie. Créez des liens vers des articles approfondissant le sujet. Les termes génériques sans rapport avec le sujet sont à éviter, ainsi que les répétitions de liens vers un même terme.
- Les liens externes sont à placer uniquement dans une section « Liens externes », à la fin de l'article. Ces liens sont à choisir avec parcimonie suivant les règles définies. Si un lien sert de source à l'article, son insertion dans le texte est à faire par les notes de bas de page.
- La présentation des références doit suivre les conventions bibliographiques. Il est recommandé d'utiliser les modèles {{Ouvrage}}, {{Chapitre}}, {{Article}}, {{Lien web}} et/ou {{Bibliographie}}. Le mode d'édition visuel peut mettre en forme automatiquement les références.
- Insérer une infobox (cadre d'informations à droite) n'est pas obligatoire pour parachever la mise en page.

Pour une aide détaillée, merci de consulter Aide:Wikification.
Si vous pensez que ces points ont été résolus, vous pouvez retirer ce bandeau et améliorer la mise en forme d'un autre article.

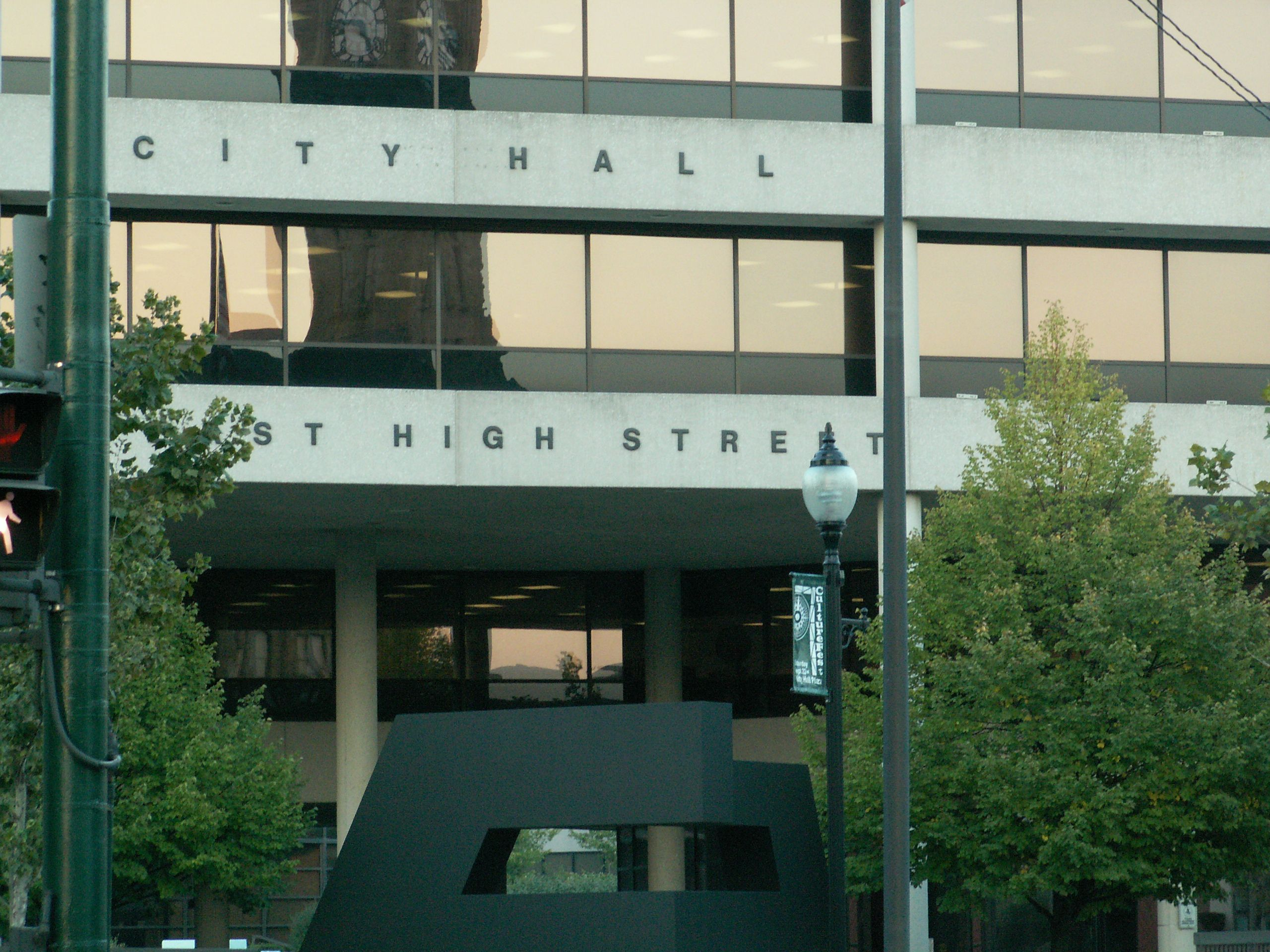
L'hôtel de ville de Springfield, l'un des nombreux bâtiments publics évacués après des menaces à la bombe découlant du battage médiatique.

En septembre 2024, des rumeurs infondées ont circulé selon lesquelles des immigrants haïtiens à Springfield, dans l'Ohio, volaient des animaux de compagnie et les mangeaient. Le point de départ de ces allégations semble être une publication sur un groupe Facebook local disant qu'un chat de Springfield aurait été abattu. Le post s'est rapidement propagé sur des réseaux d'extrême droite, puis ont pris une ampleur nationale et internationale lorsque des personnalités de premier plan de droite, au premier rang desquelles le candidat républicain à la présidence et ex-président Donald Trump, son colistier JD Vance, son associée Laura Loomer et Elon Musk,,,,,,,. La personne à l'origine de la publication initiale sur Facebook a depuis admis qu'il s'agissait d'une rumeur infondée et a exprimé ses regrets quant à l'ampleur de sa propagation et les conséquences dommageables pour la ville.
La police municipale de Springfield et du comté ont déclaré qu'aucun élément crédible n'étayait ces allégations, et le maire de la ville, son chef de cabinet et le gouverneur de l'Ohio ont également démenti,,,,. Ces allégations ont été largement taxées de racistes et ont effectivement engendré des actes de violence envers les migrants d'origine haïtienne, ainsi que des menaces d'attentats à la bombe contre la municipalité et les écoles élémentaires,,,.

## Historique de la situation
En 1983, Newsweek qualifie Springfield de « ville de rêve » aux États-Unis, mais la situation se dégrade et en 2011 Gallup la qualifie de « ville la plus malheureuse » du pays, principalement en raison de la désindustrialisation, de pertes d'emplois très nombreux et d'un exode important des résidents ; sa population passe de 80 000 environ en 1970 à moins de 60 000 habitants en 2014.
En 2014, la ville programme une initiative intitulée « Welcome Springfield » pour attirer les immigrants dans le but de renforcer l'économie locale par un afflux de main d’œuvre jeune à bas coût. Des immigrants haïtiens arrivent à Springfield surtout à partir de 2018 lorsque l’ile est en proie à des violences qui s'intensifient .[30] En 2024, on estime à 15 000 à 20 000 le nombre de réfugiés haïtiens installés dans la ville, une majorité d'entre eux bénéficiant d'un statut de protection temporaire en raison de la crise politique en Haïti.[31]. En 2020, Springfield avait rebondi avec succès, les nouveaux employeurs créant quelque 8 000 emplois et ayant généré une relative pénurie de main-d'œuvre,,,.
Selon le New York Times, cet afflux d'Haïtiens entraine une augmentation du sentiment anti-immigration parmi les résidents, qui monte encore d'un cran lorsqu’en août 2023 un conducteur haïtien sans permis percute violemment un autobus scolaire, entrainant la mort d'un enfant et en blessant de nombreux autres.[32] À la mi-2024, les élus locaux font appel au gouvernement fédéral pour obtenir de l'aide car un certain nombre de services municipaux ont des difficultés à faire face à l'accroissement brutal de la population, et notamment à des problèmes de logement qui touchent les migrants comme les natifs33][32]. Les organisations communautaires doivent également embaucher un nombre important de traducteurs en créole haïtien pour communiquer avec ces nouveaux venus[32]. L'augmentation du nombre d'usines de production manufacturières à Springfield, principalement des entreprises telles que Topre, Silfex et McGregor Metal, est toutefois une motivation centrale pour justifier l'installation des immigrants au alentours de la ville,,.

## Amplification de la rumeur par les politiciens républicains et les influenceurs de droite

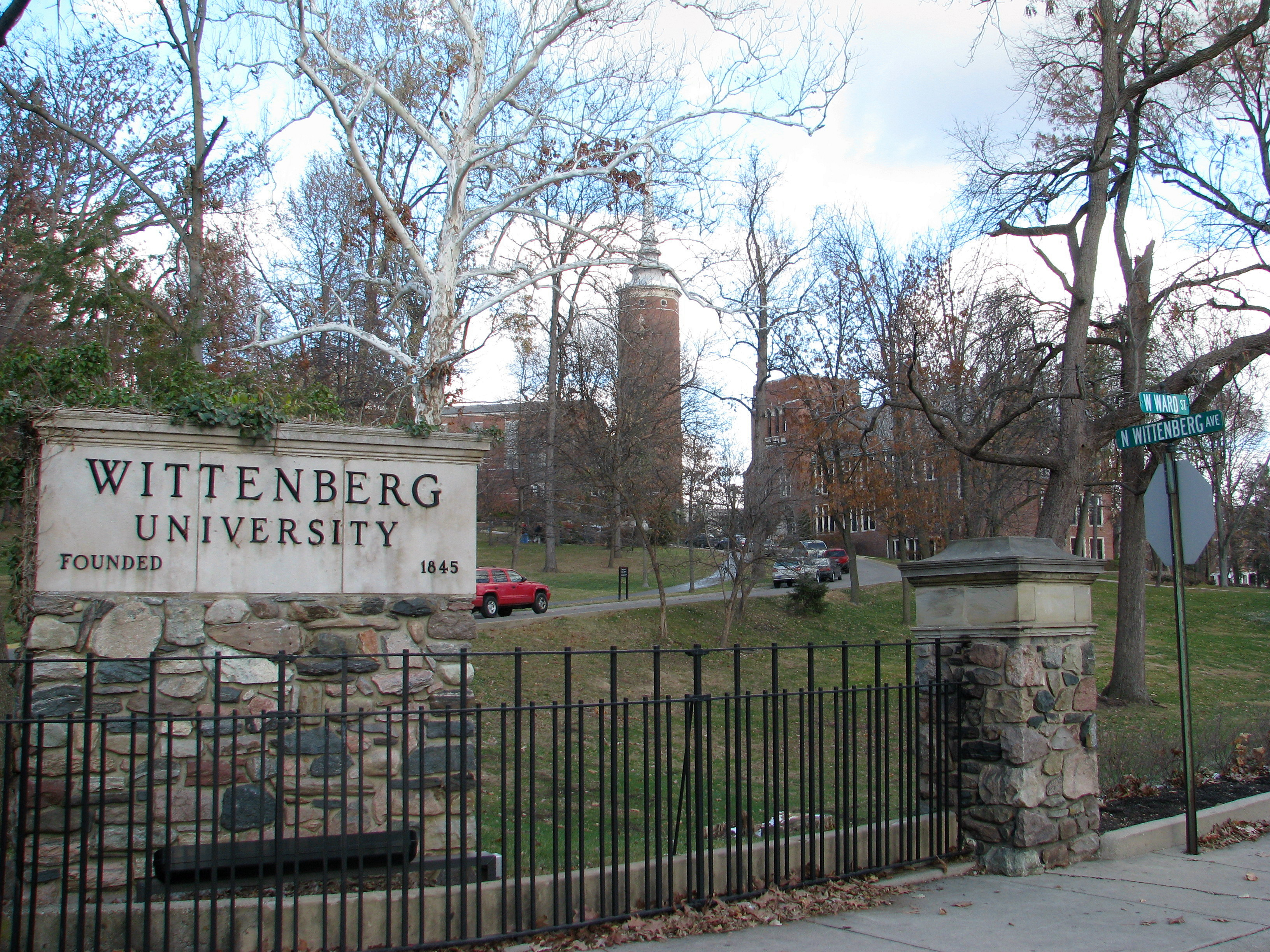
L'Université de Wittenberg, à Springfield, a été contrainte d'annuler des évènements après des menaces de violence liées à cette rumeur.

Les allégations initiales sont fondées sur la publication Facebook puis sont relayées par des groupes d'extrême droite et néonazis américains et des comptes populaires d'extrême droite X, qui présentent les allégations comme des faits et les imputent à des résidents d'origine haïtienne et aux choix politiques de l'administration Biden,,,.
Le 9 septembre, JD Vance, sénateur américain de l'Ohio et candidat républicain à la vice-présidence en 2024, diffuse l'affirmation issue de Facebook dans un message sur X, écrivant : « Il y a quelques mois, j'ai soulevé la question des immigrants illégaux haïtiens qui épuisent les services sociaux et provoquent généralement le chaos dans tout Springfield, dans l'Ohio. Des rapports montrent maintenant que des gens ont vu leurs animaux de compagnie enlevés et mangés par des personnes qui ne devraient pas être dans ce pays. » Vance explique son message en disant qu'il a reçu des appels dans son bureau de sénateur à ce sujet, et ajoute néanmoins « Il est bien sûr possible que toutes ces rumeurs se révèlent fausses. »,.
Lors du débat présidentiel Harris-Trump du 10 septembre, Donald Trump déclare après une réponse sur les gens qui quittent prématurément ses meetings : « À Springfield, ils mangent les chiens, les gens qui sont venus, ils mangent les chats. Ils mangent les animaux de compagnie des gens qui vivent là-bas. » Le journaliste qui gère le débat, David Muir signale qu'il a vérifié les faits, que sa chaîne avait contacté la ville, et qu'il n'y a aucun rapport crédible ou allégation spécifique qui étaie un tel comportement de la part de migrants,.

## Violences et menaces ultérieures
La ville a été confrontée à plusieurs incidents graves, principalement des menaces d'attentats à la bombe visant des écoles et des bâtiments gouvernementaux. Des menaces ont visé l'hôtel de ville, deux bureaux de permis de conduire et deux écoles élémentaires, des collèges et lycées, entrainant des évacuations, puis une menace ciblant plusieurs commissaires municipaux et un employé de la ville. Tous les bâtiments mentionnés dans les menaces ont dû être évacués et fouillés par les autorités avec l'aide de chiens détecteurs d'explosifs, l'hôtel de ville de Springfield a dû rester fermé en raison de ces menaces. La communauté haïtienne de Springfield a exprimé se sentir menacée et certains parents ont gardé leurs enfants à la maison par peur de représailles.